# Silvan Palazot
Silvan Palazot (* 5. Juni 1980 in Thonon-les-Bains) ist ein ehemaliger französischer Freestyle-Skier. Er war auf die Disziplinen Moguls und Dual Moguls (Buckelpiste) spezialisiert.

## Werdegang
Palazot nahm zu Beginn der Saison 2003/04 in Madonna di Campiglio erstmals am Freestyle-Skiing-Weltcup teil, wobei er den 27. Platz im Moguls errang. Im weiteren Saisonverlauf holte er in La Plagne im Dual Moguls seinen einzigen Sieg im Europacup und erreichte in Sauze d’Oulx mit dem sechsten Platz im Moguls seine beste Platzierung im Weltcup. In der Saison 2005/06 wurde er französischer Meister im Dual Moguls und belegte bei den Olympischen Winterspielen 2006 in Turin den 26. Platz im Moguls. In der folgenden Saison kam er in Deer Valley mit dem achten Platz im Dual Moguls im Weltcup nochmals unter den ersten Zehn und erreichte zum Saisonende mit dem 23. Platz im Moguls-Weltcup sein bestes Gesamtergebnis. Beim Saisonhöhepunkt, den Weltmeisterschaften 2007 in Madonna di Campiglio, errang er den 14. Platz im Dual Moguls. Seinen 33. und damit letzten Weltcup absolvierte er im März 2007 in Voss, welchen er auf dem 26. Platz im Moguls beendete.

## Erfolge

### Olympische Spiele
- 2006 Turin: 26. Platz Moguls

### Weltmeisterschaften
- 2007 Madonna di Campiglio: 14. Platz Dual Moguls

### Weltcupwertungen
| Saison  | Gesamt | Gesamt | Moguls | Moguls |
| Saison  | Platz  | Punkte | Platz  | Punkte |
| ------- | ------ | ------ | ------ | ------ |
| 2003/04 | 180.   | 1      | 47.    | 15     |
| 2004/05 | 131.   | 2      | 46.    | 26     |
| 2005/06 | 104.   | 7      | 32.    | 73     |
| 2006/07 | 64.    | 10     | 23.    | 97     |

### Weitere Erfolge
- 5 Podestplätze, davon 1 Sieg im Europacup
- 1 französischer Meistertitel (2006 Dual Moguls)